# دليهان
قرية دليهان هي قرية سعودية إحدى القرى التابعة لمنطقة حائل. تأسست قرية دليهان على يد الشيخ رحيل سلامه القليبي بعام 1385هـ تقريباً. يترئس مركز إمارة دليهان الحالي الشيخ رشيد بن رحيل القليبي.

## سبب التسمية
يقال ان اسم قرية دليهان أخذ من اسم جبل صغير بجوار القرية والجبل سمي بدليهان
نسبت لوفاة رجل ببطن الجبل اسمه دليهان وتقع على طريق حائل العلاء 
- دليهان

## موقع القرية الجغرافي
تقع قرية دليهان غرب مدينة حائل على بعد 75 كم، وتقع على طريق حائل العلا، وكانت في الأساس عباره عن مخطط زراعي وكانت منطقه زراعيه ولكن مع ندرة المياه تراجعت الزراعة بشكل ملفت، يطل على دليهان جبلين وهما وتده شرقاً والنفس جنوباً
ويحدها من القرى الصنيناء والنفس وجفيفا والفرحانيه
وبدأت القرية تتسع بعد اقرار مخطط سكني يحتوي على 90 ارض.

## سكان القرية
الإحصائية الأخيرة في 1436هـ اثبتت ان اجمالي سكان القرية 1800 نسمة، وسكان أهل القرية هم من عشيرة السويد من قبيلة شمر.

## المؤسسات الحكومية والخاصة
مركز امارة، 
مستوصف، الهلال الأحمر، مركز امن طرق، مكتب بلديه، خيرية البر، مدارس بنين وبنات، مشروع الأمير سلطان ال كبير لسقيا
مكتب النقل الجماعي مكتب بريد

## الحركة التجارية
تشتهر القرية بموقعها الاستراتيجي وتوسطها من العديد من القرى ووجودها على الطريق الدولي مما كان له بالغ الاثر في انتعاشها تجارياً وتعدد المجمعات التجارية والتي وفرت جل مايحتاجه أبناء المنطقة من تموين غذائي وسلع استهلاكيه واواني منزليه، ومحروقات وصيانه سيارات ومنازل، وكذلك توفر صيدليتين وصيدليه بيطريه وملاحم ومحال مفروشات واثاث منزلي وغرف وشقق مفروشه وكذلك متجر برق الشمال المتخصص بتجهيز وتأمين المناسبات والرحلات البرية، ويوجد بالقرية صرافتين اليتين (بنك الراجحي وبنك الإنماء)، وتشتهر القرية بوجود محال لدعم الاسر المنتجة وتشتهر القرية بوجود سوق شعبي مشهور ومتكامل يقام كل يوم خميس. عدد المجمعات التجارية اربعه وهي مجمع الفايض التجاري، ومجمع الرحيل التجاري، ومجمع المحسن التجاري، ومجمع إشراقات الامل التجاري.

## الاماكن الترفيهية والسياحية
منتزه الأمير سلطان الكبير: 
يوجد المنتزه بجوار جبل وتده في مكان مرتفع جداً ومطل على القرية
```
وتقدر اجمالي قيمة المشروع مليون وخمس مائة الف ريال وجاري العمل به الآن
```

والمشروع هديه من صاحب السمو الأمير سلطان بن محمد الكبير لابناء القرية 
القائم على المشروع: أمانة حائل